# Malcolm MacDonald (tennista)
Malcolm Donald MacDonald (Detroit, 16 settembre 1865 – St. Louis, 6 settembre 1921) è stato un tennista statunitense.
Disputò i tornei di singolare e doppio di tennis ai Giochi olimpici di Saint Louis 1904. Nel torneo singolare fu sconfitto ai sedicesimi mentre nel torneo di doppio, assieme a Nathaniel Semple, fu sconfitto agli ottavi.